# Ливанцы в Суринаме
Ливанцы в Суринаме (нидерл. Libanese Surinamers) — ливанское население, проживающее на территории Суринама. По вероисповеданию — христиане-марониты. Говорят на нидерландском, французском языках и сранан-тонго, широко распространён английский язык. В настоящее время численность ливанцев в Суринаме составляет около 500 человек.

## История
Первый ливанец, Николас Каркаб прибыл в нидерландскую колонию Суринам около 1890 года. Он начинал как торговец в сельской местности, но, за короткое время, стал состоятельным предпринимателем.
Следующие мигранты из Ливана, преимущественно марониты, прибыли уже в Республику Суринам в 1990-х годах из Французской Гвианы. Суринамские ливанцы являются выходцами или потомками мигрантов из ливанской области вокруг города Бишари и небольшой деревни Базаун. Почти все мигранты-ливанцы на родине были крестьянами. В Суринаме они курируют текстильную промышленность. Небольшая по масштабам миграция из Ливана продолжается по настоящее время.